# Acromantis japonica
Acromantis japonica är en bönsyrseart som beskrevs av John Obadiah Westwood 1889. Acromantis japonica ingår i släktet Acromantis och familjen Hymenopodidae. Inga underarter finns listade i Catalogue of Life.

## Bildgalleri

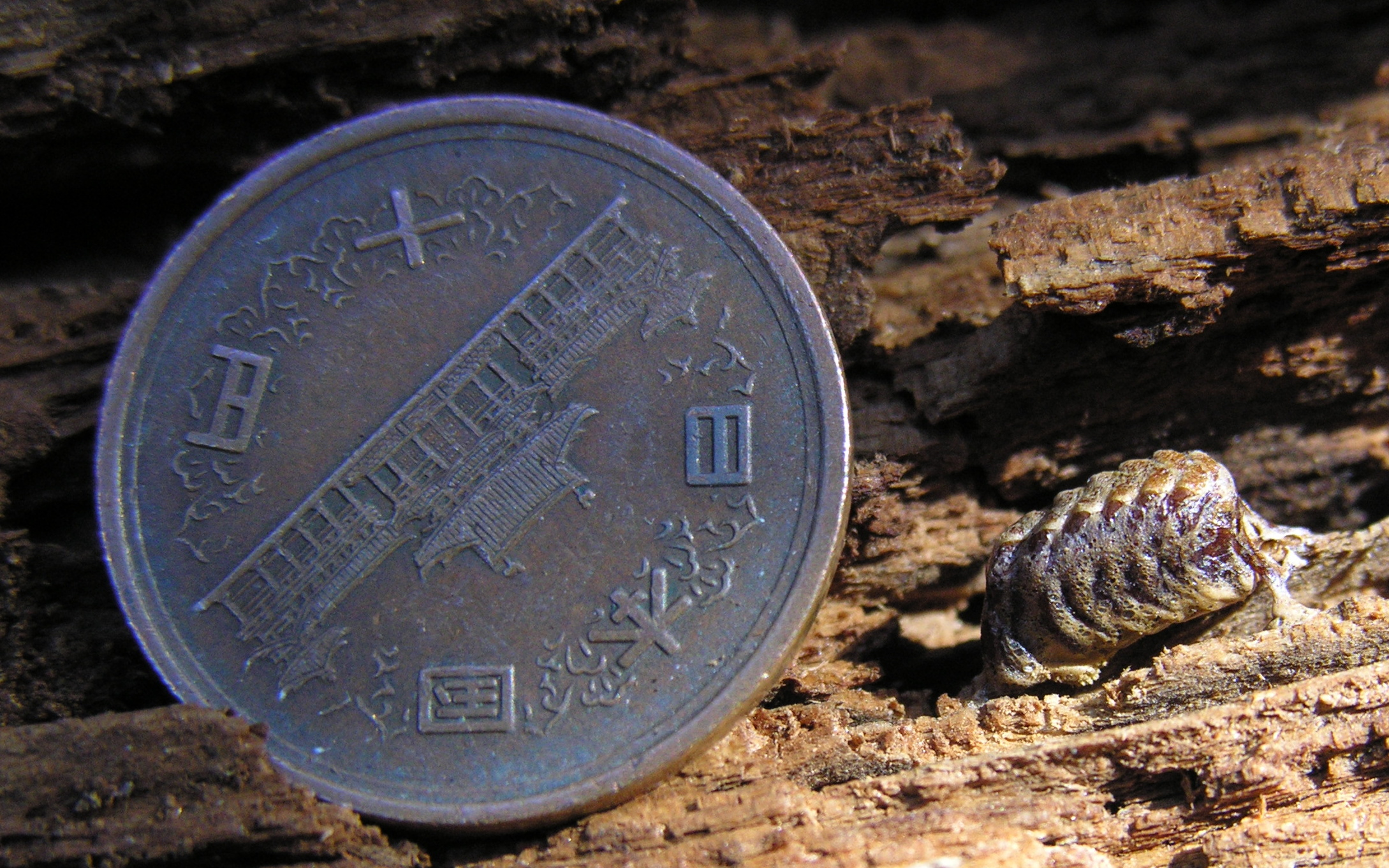
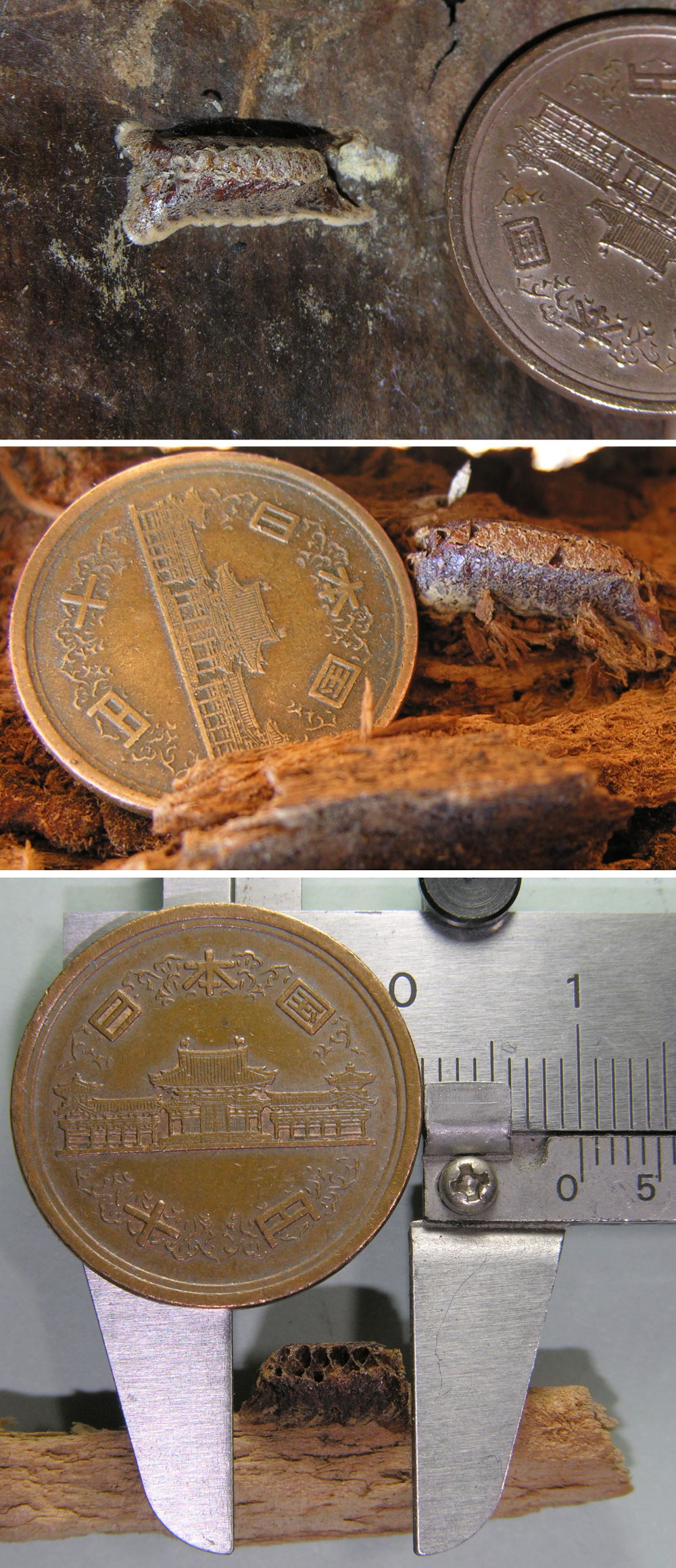